# 존 글렌
존 허쉘 글렌 주니어(영어: John Herschel Glenn, Jr., 1921년 7월 18일 ~ 2016년 12월 8일)는 미국 최초로 우주 궤도를 돈 우주인이다. 과거 미국 해군 파일럿,우주인이었으며, 미국 항공 우주국(NASA)에 들어가기 전에는 미 해군에서 근무하다가, 미국 항공 우주국의 머큐리 계획에 일원으로 참가하여 1962년에 머큐리-아틀라스 6호(Mercury-Atlals 6 또는 MA-6)를 타고 지구 궤도를 3바퀴 돌아 미국에서 세 번째 우주인이 되었다. 그 후 정치에 입문해 1974년부터 1999년까지 미 오하이오주 대표로 미국 상원 의원(미국 민주당)을 지냈다. 1998년에 미국 디스커버리 호(STS-95)에 탑승해 최연로 우주인이 되었다. 그는 머큐리 계획에 참여한 7명 중에 유일한 생존자였으나, 2016년 12월 8일 노환으로 별세했다.

## 같이 보기
- 글렌 연구 센터
- 머큐리 계획
- 제미니 계획
- 아폴로 계획

## 역대 선거 결과
| 선거명      | 직책명                    | 대수  | 정당   | 득표율 | 득표수      | 결과 | 당락                     |
| ----------- | ------------------------- | ----- | ------ | ------ | ----------- | ---- | ------------------------ |
| 1974년 선거 | 상원의원 (오하이오 제3부) | 94대  | 민주당 | 64.62% | 1,930,670표 | 1위  | 오하이오주 상원의원 당선 |
| 1980년 선거 | 상원의원 (오하이오 제3부) | 97대  | 민주당 | 68.80% | 2,770,786표 | 1위  | 오하이오주 상원의원 당선 |
| 1986년 선거 | 상원의원 (오하이오 제3부) | 100대 | 민주당 | 62.45% | 1,949,208표 | 1위  | 오하이오주 상원의원 당선 |
| 1992년 선거 | 상원의원 (오하이오 제3부) | 103대 | 민주당 | 50.99% | 2,444,419표 | 1위  | 오하이오주 상원의원 당선 |